# Thessalia chinatiensis
Thessalia chinatiensis är en fjärilsart som beskrevs av Tinkham 1944. Thessalia chinatiensis ingår i släktet Thessalia och familjen praktfjärilar. Inga underarter finns listade i Catalogue of Life.